# Silvestro Morvillo
Silvestro Morvillo  est un peintre italien de la seconde moitié du XVIe siècle actif à Naples de 1571 à 1597.

## Sources
- Giovanni Rosini, Storia della pittura italiana esposta coi monumenti, Pise, 1852.